# Усипальня Лю Шена
Усипальня Лю Шена (кит.: 劉勝墓) — один з найважливіших археологічних пам'ятників китайського мистецтва епохи Рання Хань, відкритий у 1968 році у місті Маньчен (провінція Хебей), близько 100 км на північний захід від Пекіна.

## Лю Шен
У цій гробниці були поховані принц Лю Шен (д/н — 113 до н. е., офіційний титул Цзін-ван) — син імператора Цзін-ді і, пізніше, його дружина — принцеса Доу Вань (? — 104 до н. е.). Після поховання принцеси вхід у поховання був міцно замуровано, що призвело до утворення повністю герметичного простору, який сприяв збереженню приміщень та інвентарю.

## Опис
Усипальниця відноситься до класу «скельних гробниць», досить рідких в похоронній обрядовості стародавнього Китаю. Вона складається з декількох приміщень, вирубаних в скельній породі. Прямо біля входу починається довгий коридор, де були поставлені справжні колісниці (так звані легкі візки, двоколісні з балдахіном у вигляді парасолі) і безліч посудин, наповнених їжею та напоями. Від основного коридору відходять бічні проходи, що ведуть в інші приміщення. Крім поховальних камер подружжя, в скельному масиві були зроблені спеціальні кімнати, що імітують вигляд житлових апартаментів: їх стіни викладені кам'яними плитами. «Покої» Лю Шена нагадують бенкетну залу, над якою натягнуто величезний матерчатий тент.
Похоронний інвентар Лю Шена нараховує 1000 різних предметів, Доу Вань — 1200, серед яких бронзові судини, зброя, побутове начиння (свічники, курильниці), предмети розкоші, прикраси, створюючі найбільш повне зібрання творів декоративно—прикладного мистецтва II ст. до н. е. Багато речей визнаються справжніми шедеврами художньої спадщини Китаю. Всесвітню популярність отримав, виконаний з позолоченої бронзи світильник з усипальниці Лю Шена у вигляді чарівної юної служниці, що тримає в руці ліхтар. Фігура колінопреклонної дівчини, що сидить на п'ятах, навіть в цій незручній позі зберігає грацію і природність моделі, тонко схоплену і прекрасно передану давнім майстром.
Не менший інтерес з естетичної та культурної точок зору представляють курильниці, що належать до класу бошань-лу («курильниці у вигляді гори Бошань»). Як випливає з назви, вони виконані у вигляді гірської вершини, на поверхні якої показані дерева і дикі тварини. Курильниці забезпечені отворами, що імітують печери серед скель, через які курився димок пахощів. Бронзова курильниця Лю Шена оброблена в техніці тонкої золотої інкрустації, її корпус у формі вершини гори спочиває на ніжці-підставці з круглою основою, прикрашену зображенням морських хвиль. Курильниця Доу Вань, зроблена з позолоченої бронзи, має більш складну основу, утворену пластичною композицією у вигляді антропоморфної фігури, що сидить на спині фантастичної істоти.
Курильниці бошань-лу, спочатку відомі в їх керамічних зразках, поступово перетворилися на атрибути даосько—релігійних практик і застосовувалися при медитації в чистій кімнаті, під час якої адепти вдихали дим пахощів з домішкою галюциногенних рослин.
Наибільш примітними знахідками з усипальниці визнані похоронні шати, зроблені з нефритових пластин. «Нефритовий саван» Лю Шена має в довжину 188 см, Доу Вань — 142 см і складається з 2160 пластин. В обох випадках нефритові пластини скріплені золотим дротом і утворюють конструкцію, яка щільно облягає тіло, голову, руки і ноги. У ній передбачені спеціальні накладки для всіх отворів тіла — очей, носа, вух, рота, статевих органів. Про те, що в епоху Хань використовувалися нефритові похоронні шати, неодноразово повідомлялося в письмових джерелах того часу, проте до виявлення зазначених артефактів слово «нефрит» тлумачилося пізніми кит. коментаторами і, вслід за ними, європейськими вченими як метафоричний. позначення кольору («зелений») стародавніх похоронних шат. Тому «нефритові савани» також мають виняткове значення для дослідників духовного життя Китаю, проливаючи нове світло на історію його похоронній обрядовості. Вони, крім того, повністю підтверджують особливий статус у китайській культурі нефриту.